# John Schlesinger
John Richard Schlesinger (IPA: /ˈʃlɛsɪndʒər/), CBE, född 16 februari 1926 i London, död 25 juli 2003 i Palm Springs, Kalifornien, var en brittisk film- och teaterregissör och skådespelare.

## Filmografi som regissör (urval)
- 1962 – Att älska så (A Kind of Loving)
- 1963 – Lögnhalsen (Billy Liar)
- 1965 – Darling
- 1967 – Fjärran från vimlets yra
- 1969 – Midnight Cowboy
- 1971 – Söndag, satans söndag
- 1975 – Gräshopporna
- 1976 – Maratonmannen
- 1979 – Yanks
- 1981 – Honky Tonk Freeway
- 1985 – Falken och snömannen
- 1987 – De sju makterna
- 1988 – Madame Sousatzka
- 1990 – Den objudna gästen
- 1993 – Utan skuld
- 1995 – Nya vindar över Cold Comfort Farm
- 1996 – Öga för öga
- 2000 – Det näst bästa

## Utmärkelser
- Guldbjörnen, för Att älska så,  1962
- BAFTA Award för bästa kortfilm, för Terminus,  1962
- BAFTA Award för bästa regi, för Midnight Cowboy,  1970
- Oscar för bästa regi, för Midnight Cowboy,  7 april 1970
- BAFTA Award för bästa regi, för Söndag, satans söndag,  1972
- BAFTA Academy Fellowship Award,  1996
- National Board of Review Award för bästa film
- Directors Guild of America Award
- Kommendör av 2 klass av Brittiska imperieorden

[Redigera Wikidata]